# ワールドベストジョッキー
ロンジンワールドベストジョッキー（Longines World’s Best Jockey Award）は国際競馬統括機関連盟（IFHA）、ロンジン社および香港ジョッキークラブが主催する競馬騎手の世界一を決める表彰である。2014年に創設。受賞セレモニーは毎年12月に香港で行われる。12月から翌年11月までの1年間において世界で最もレーティングの高いG1競走100レースの結果で争われる。

## 開催規定
対象競走100レースにおいて上位3着までに入るとポイントを獲得できる（1着：12ポイント、2着：6ポイント、3着：4ポイント）
対象となる100レースについては「国際競馬統括機関連盟#トップ100_GIレース」を参照。

## 歴代優勝者
| 年度   | 受賞者                   | ポイント |
| ------ | ------------------------ | -------- |
| 2014年 | ライアン・ムーア         | 94P      |
| 2015年 | ランフランコ・デットーリ | 100P     |
| 2016年 | ライアン・ムーア         | 166P     |
| 2017年 | ヒュー・ボウマン         | 142P     |
| 2018年 | ランフランコ・デットーリ | 128P     |
| 2019年 | ランフランコ・デットーリ | 102P     |
| 2020年 | ランフランコ・デットーリ | 102P     |
| 2021年 | ライアン・ムーア         | 112P     |
| 2022年 | ジェームズ・マクドナルド | 142P     |
| 2023年 | ライアン・ムーア         | 156P     |
| 2024年 | ジェームズ・マクドナルド | 160P     |